# Производная Фреше
Произво́дная Фреше́ (сильная производная) — обобщение понятия производной на бесконечномерные банаховы пространства. Название дано в честь французского математика Мориса Фреше.

## Определение
Пусть {\displaystyle F\colon X\rightarrow Y} — оператор, действующий из некоторого вещественного банахова пространства {\displaystyle X} в вещественное банахово пространство {\displaystyle Y}.
Производной Фреше оператора {\displaystyle F} в точке {\displaystyle x\in X} называется ограниченный линейный оператор {\displaystyle A\colon X\rightarrow Y}, такой, что для любого {\displaystyle h\in X} выполняется следующее равенство:
{\displaystyle F(x+h)-F(x)=Ah+r_{0}(x,\;h),}
причем для остаточного члена {\displaystyle r_{0}(x,\;h)} верно соотношение:
{\displaystyle {\frac {\|r_{0}(x,\;h)\|_{Y}}{\|h\|_{X}}}\rightarrow 0} при {\displaystyle \|h\|_{X}\rightarrow 0.}
Если производная Фреше существует, то оператор {\displaystyle F} называется сильно дифференцируемым. Линейная часть приращения {\displaystyle Ah} в таком случае именуется дифференциалом Фреше функции {\displaystyle F}.
Можно показать, что производная Фреше, в том случае, когда она существует, совпадает с производной Гато.

## Свойства
Пусть {\displaystyle f,g:G\rightarrow Y} — отображения нормированных пространств. Тогда производная Фреше удовлетворяет:
- {\displaystyle (f+g)'(\varphi )=f'(\varphi )+g'(\varphi )}
- {\displaystyle (\lambda f)'(\varphi )=\lambda f'(\varphi )}, где λ — некий скаляр из поля над которым определены нормированные пространства.
- {\displaystyle (f\circ g)'(\varphi )=(f'\circ g)(\varphi )\,g'(\varphi )}.